# Ivan Bizjak
Ivan Bizjak, slovenski matematik in politik, * 6. januar 1956, Kranj, † 6. maj 2023
Bizjak je leta 1982 diplomiral na Fakulteti za matematiko in fiziko v Ljubljani. Sprva se je zaposlil v gospodarstvu, med drugim v Iskri Avtomatiki in Iskri Delti v Ljubljani. Z nastankom parlamentarne demokracije v Sloveniji je bil na listi Peterletove SKD izvoljen v parlament. V takratnem parlamentu je bil predsednik zbora občin.
Bizjak je bil v obdobju od 25. januarja 1993 do 8. junija 1994 minister za notranje zadeve , s tega položaja pa je zaradi afere s policijskimi specijalci v Celovcu odstopil. Od leta 1994 do 2000 je bil prvi varuh človekovih pravic v Sloveniji. Od 30. novembra 2000 pa do 8. aprila 2004 pa je bil minister za pravosodje RS. Nato je bil generalni direktor direktorata za pravosodje in notranje zadeve v Generalnem sekretariatu Sveta EU in je živel v Bruslju, upokojil se je novembra 2012.